# Адвантам
Адвантам — некалорийный искусственный подсластитель и аналог аспартама от компании Ajinomoto. По сладости он примерно в 20 000 раз слаще сахарозы и примерно в 100 раз слаще аспартама. Он не имеет заметных посторонних привкусов по сравнению с сахарозой, имеет сладкий вкус немного дольше, чем аспартам, и химически более стабилен. Его можно смешивать со многими другими натуральными и искусственными подсластителями.
Адвантам используется в качестве подсластителя в некоторых жевательных резинках, ароматизированных напитках, молочных продуктах, джемах и кондитерских изделиях, среди прочего.
В 2013 году он был одобрен для использования в пищевых продуктах Европейским агентством по безопасности продуктов питания (EFSA) под номером E969. В 2014 году Управление по санитарному надзору за качеством пищевых продуктов и медикаментов (FDA) одобрило адвантам в качестве непитательного подсластителя и усилителя вкуса в Соединённых Штатах в пищевых продуктах в целом, за исключением мяса и птицы.
В настоящий момент, адвантам не разрешён для продажи и применения в Российской Федерации и странах СНГ в качестве пищевой добавки в продуктах питания.

## История
Аддитивная технология подсластителя была разработана японской компанией по производству пищевых продуктов Ajinomoto в 2008 году. В том же году компания Ajinomoto публично объявила о создании своей структуры в печатных изданиях. Сначала структура адвантама была идентифицирована лабораторным кодом ANS9801. Аспартам, неотам и аспартам, N-замещённый аспарагином через амидную связь (описан в патенте США 5 286,509), были выбраны в качестве основных соединений для исследований, которые привели к получению искусственного подсластителя адвантама.

## Безопасность
При определении безопасности адвантама FDA проанализировало данные 37 исследований на животных и людях, направленных на выявление возможных токсических (вредных) эффектов, включая воздействие на иммунную, репродуктивную и нервную системы.Оригинальный текст (англ.)In determining the safety of advantame, the FDA reviewed data from 37 animal and human studies designed to identify possible toxic (harmful) effects, including effects on the immune, reproductive and developmental, and nervous systems.
— How Sweet It Is: All About Sugar Substitutes. CFSAN/Office of Food Additive Safety. November 27, 2021
Согласно исследованиям FDA, допустимое суточное потребление адвантама, при котором не отмечается никаких вредных эффектов для здоровья, составляет 32,8 мг/кг массы тела, в то время как, согласно исследованиям EFSA, оно составляет 5 мг/кг массы тела. По оценкам, возможное ежедневное потребление адвантама из пищевых продуктов и питьевой воды значительно ниже этих уровней. Уровень, не вызывающий видимых отрицательных эффектов (УНВОЭ) для людей составляет 500 мг/кг массы тела, согласно данным EFSA. Учитывая высокую сладость адвантама, а также стократный запас по безопасности, количество адвантама, добавляемое в пищу настолько мало, что любой теоретический возможный риск для здоровья будет крайне незначительным. Потребление адвантама может образовывать фенилаланин, но при потреблении рекомендуемой суточной дозы, адвантам не имеет опасности для пациентов с фенилкетонурией. Адвантам также не оказывает побочных эффектов у людей с сахарным диабетом 2-го типа. Подсластитель не оказывает канцерогенного, мутагенного и гепатотоксичного воздействия на организм человека.
Центр науки в общественных интересах оценивает адвантам как безопасный подсластитель в продуктах питания, а Ассоциация производителей ароматизаторов и экстрактов оценивает его как общепризнанную безопасную пищевую добавку.

## Сладость
Относительная сладость адвантама варьируется. Это зависит от его концентрации и водного раствора, в котором он содержится. В водных растворах с адвантамом, которые эквивалентны водным растворам с 3—14 процентным содержанием сахарозы по массе, адвантам примерно в 7000—47700 раз слаще сахара. Относительная сладость адвантама увеличивается логарифмически по мере увеличения концентрации сахарозы в сравнительно сладком растворе сахарозы, но в конечном итоге достигает своего плато. Путём экстраполяции, сладость водного раствора адвантама, по оценкам, достигает максимума при концентрации, эквивалентной 15,8 % водному раствору сахарозы.

## Химия
Адвантам формально является вторичным аминным аспартамом и 3-(3-гидрокси-4-метоксифенил)пропаналом (ГМП). Структурно адвантам напоминает комбинацию аспартама и филлодульцина. Адвантам имеет 2 стереоцентра и 4 стереоизомера. Он может быть изготовлен из аспартама и ванилина. Ванилин преобразуется в ГМП в четыре этапа. 3-гидрокси-4-метоксицинамальдегид (ГМА) образуется на третьем этапе. На заключительном этапе ГМА гидрогенизируется до ГМП. ГМА селективно гидрирует палладий на оксиде алюминия и платину на углероде за один этап, чтобы получить преимущество в метаноле с аспартамом. Продукт кристаллизуется. Неочищенные кристаллы промывают, перекристаллизовывают и сушат.
При 15 °C растворимость адвантама составляет 0,76 г/л в воде, 7,98 г/л в этаноле и 1,65 г/л в этилацетате. При 25 °C растворимость составляет 0,99 г/л, 13,58 г/л и 2,79 г/л соответственно. При 40 °C растворимость составляет 2,10 г/л, 38,27 г/л и 7,96 г/л соответственно. При 50 °C растворимость составляет 3,10 г/л, 98,68 г/л и 16,00 г/л соответственно.
Адвантам в виде сухого порошка очень медленно разлагается при температуре 25 °C и относительной влажности воздуха 60 % и может сохраняться в течение многих лет в таких условиях. Он может не терять свои свойства более года в водных растворах при рН 3,2. Это соответствует типичному рН безалкогольных напитков. Он быстрее разлагается при более высоких температурах и влажности, но, как правило, более стабилен, чем аспартам. В отличие от аспартама, адвантам не образует дикетопиперазин путём внутримолекулярной циклизации из-за стерического эффекта, создаваемой ванилильной группой.

## Метаболизм
У людей 89 % проглоченного адвантама выводится с калом и 6,2 % с мочой. Часть выводится в неизменённом виде, но большая часть в виде метаболитов. Адвантам плохо всасывается, быстро метаболизируется и вскоре после приёма внутрь в крови можно обнаружить лишь небольшое его количество вместе с метаболитами.
52 % принятой дозы выводится с калом в виде деэтерифицированного адвантама и 30 % в виде N-(3-(3-гидрокси-4-метоксифенил))пропил-L-аспарагиновой кислоты и эквивалентного молярного количества фенилаланина. 1 % от принятой дозы выводится с мочой в виде вышеупомянутого аналога аспарагиновой кислоты, 1,9 % в виде 5-(3-аминопропил)-2-метоксифенила и 2,3 % в виде деэтерифицированного адвантама. Метанол образуется при деэтерификации, но считается незначительным при потреблении адвантама в разрешённых дозировках, предназначенных для использования в пищевых продуктах, и по сравнению с метанолом, естественным образом образующимся в организме, и с метанолом, естественным образом содержащимся в пищевых продуктах.